# Clube Desportivo de Belas
O Clube Desportivo de Belas é um clube português, situado na vila de Belas na freguesia de Queluz-Belas no Município de Sintra, no distrito de Lisboa em Portugal com sede em Belas no Campo de Jogos António Pinheiro Pinto Basto. Sendo um clube de várias modalidades com grande destaque no futebol e ciclismo.
Na época de 2024/25 o clube participa na III Divisão da AF Lisboa.

## História
Fundado em Belas a 18 de maio de 1944, o CD Belas é um dos muitos modestos clubes  de Sintra.
A melhor conquista da história do CD Belas teve lugar na época de 1972/73 ao qual foi campeão da  Campeonato distrital 3ª Divisão AF Lisboa.

## Estatísticas e recordes

### Mais partidas
Estatísticas atualizadas em 13 de Agosto de 2016
Em negrito, jogadores que ainda atuam pelo Belas
| #   | Pais         | Jogador       | Jogos | Épocas        |
| --- | ------------ | ------------- | ----- | ------------- |
| 1º  | Portugal     | Gonçalo       | 44    | 2015-presente |
| 2º  | Portugal     | Armindo       | 40    | 2015-presente |
| 3º  | Portugal     | Pimentinha    | 39    | 2015-presente |
| 4º  | Portugal     | Fabio Santos  | 34    | 2015-presente |
| 5º  | Cabo Verde   | Lima          | 33    | 2015-presente |
| 6º  | Portugal     | Gerson Gomes  | 32    | 2015-presente |
| 7º  | Portugal     | Bruno Almeida | 30    | 2015-presente |
| 8º  | Portugal     | Cabrita       | 28    | 2015-2016     |
| 9º  | Cabo Verde   | Elton         | 27    | 2015-2016     |
| 10º | Guiné-Bissau | Saido         | 26    | 2015-2016     |

### Melhores marcadores
Estatísticas atualizadas em 13 de agosto de 2016
Em negrito, jogadores que ainda atuam pelo Belas
| #   | Pais         | Jogador        | Golos | Épocas        |
| --- | ------------ | -------------- | ----- | ------------- |
| 1º  | Portugal     | Duarte         | 14    | 2015-2016     |
| 2º  | Cabo Verde   | Lima           | 11    | 2015-presente |
| 3º  | Portugal     | Armindo        | 7     | 2015-presente |
| 4º  | Cabo Verde   | Elton          | 6     | 2015-presente |
| 5º  | Portugal     | Vitinho        | 5     | 2016-presente |
| 6º  | Cabo Verde   | Miguel Varela  | 5     | 2015-2016     |
| 7º  | Guiné-Bissau | Feliciano      | 5     | 2015-2016     |
| 8º  | Guiné-Bissau | Saido          | 5     | 2015-2016     |
| 9º  | Portugal     | Rui            | 3     | 2015-presente |
| 10º | Portugal     | Gonçalo Campos | 3     | 2015-presente |

## Temporadas Recentes
| Temporada | Niv.    | Div.        | Class. | J  | V  | E | D | GM | GS | PTs | Movimentações | Técnico         |
| --------- | ------- | ----------- | ------ | -- | -- | - | - | -- | -- | --- | ------------- | --------------- |
| 1972–73   | Nível 5 | 3ªDivisão   |        |    |    |   |   |    |    |     |               |                 |
| 1973–74   | Nível 4 | 2ªDivisão   |        |    |    |   |   |    |    |     |               |                 |
| (–)       |         |             |        |    |    |   |   |    |    |     |               |                 |
| 2015–16   | Nível4  | 2ªDistrital | 5º     | 30 | 18 | 3 | 9 | 58 | 42 | 57  | Promoção      | Vítor Escudeiro |
| 2016–17   | Nível3  | 1ªDistrital | 11º    | 11 | 3  | 3 | 5 | 12 | 18 | 12  |               | Vítor Escudeiro |

## Modalidades

### Râguebi
Belas Rugby Clube é um time de rugby com sede em Belas, Portugal. A partir da temporada 2012/13 , eles jogam na Segunda Divisão do Campeonato Nacional de Rugby (Campeonato Nacional).
Títulos
Atualizado em 29 de maio de 2016.
- Campeonato Nacional da 2ª Divisão de Rugby: 1

### Modalidades praticadas
- Atletismo
- Ciclismo
- Futebol
- Ginástica
- Râguebi
- Tiro com arco
- Tiro com Chumbo

## Presidentes do Clube Desportivo de Belas
| ?   | Presidentes do Clube Desportivo de Belas (Nascimento–Morte) | Retrato | Tempo em funções        | Tempo em funções | Títulos                                |
| (–) | (–)                                                         | (–)     | (–)                     | (–)              | (–)                                    |
| --- | ----------------------------------------------------------- | ------- | ----------------------- | ---------------- | -------------------------------------- |
| 1   | José Miguel (1949–)                                         |         | (31 de outubro de 2003) | Atualidade       | * Campeonato 3ª Divisão (1) : 1972–73, |